# Limonia desiderata
Limonia desiderata är en tvåvingeart som beskrevs av Alexander 1932. Limonia desiderata ingår i släktet Limonia och familjen småharkrankar. Inga underarter finns listade i Catalogue of Life.